# 山白石村
山白石村（やましらいしむら）は福島県石川郡にかつて存在した村である。

## 地理
- 現在の浅川町の北西部に位置する。
- 阿武隈高地に位置し、村域は山がちな地形になっている。

## 歴史

### 村域の変遷
- 1889年（明治22年）4月1日 - 町村制施行により、山形村・板橋村・南山形村・北山形村・山白石村が合併し石川郡山橋村が発足。
- 1893年（明治26年）2月3日 - 山橋村の一部（山白石）が分立し山白石村が発足。
- 1954年（昭和29年）10月1日 - 山白石村は浅川町と合併し浅川町が発足。山白石村は消滅。

変遷表
| 1868年 以前 | 1868年 以前 | 明治22年 4月1日 | 明治26年 2月3日 | 昭和29年 10月1日 | 現在   |
| ----------- | ----------- | --------------- | --------------- | ---------------- | ------ |
|             | 山白石村    | 山橋村 の一部   | 山白石村 分立   | 浅川町           | 浅川町 |

## 人口・世帯

### 人口
総数 [単位： 人]
| 1907年（明治40年） | 1,080 |
| 1920年（大正 9年） | 1,034 |
| 1947年（昭和22年） | 1,423 |

### 世帯
総数 [単位： 世帯]
| 1920年（大正 9年） | 195 |
| 1947年（昭和22年） | 241 |